# Вуори, Ээро
Э́эро А́арне Ву́ори (Эро Оскарович Вуори, фин. Eero Aarne Wuori, фин. Vuori; 11 августа 1900, Гельсингфорс, Великое княжество Финляндское, Российская империя, ныне Хельсинки, Финляндия — 12 сентября 1966, там же) — финский политик, журналист и дипломат.

## Биография
Один из участников революции в Финляндии в 1918 году. В 1918—1920 годах — в эмиграции (в Советской России, в Петрограде). По возвращении на родину был арестован и провёл в заключении с 1920 по 1926 год. Был амнистирован. В 1926—1930 годах — редактор, а в 1930—1938 годах — главный редактор газеты «Kansan Työ». В 1938—1944 годах — председатель Центрального объединения профсоюзов Финляндии. В 1944—1945 годах — министр путей сообщения Финляндии. В 1945—1952 годах — посланник Финляндии в Великобритании. В 1953—1955 годах — заведующий политическим отделом Министерства иностранных дел Финляндии. В 1955—1963 годах — посол Финляндии в СССР.